# Écart de Flandre
Sous l'Ancien Régime, l'écart de Flandre est un droit perçu par les municipalités sur les mutations de biens entre un bourgeois et un forain (étranger à la ville).
Ce droit était très lourd du dixième au quart de la valeur des immeubles, voire de la moitié pour les meubles. Pour que leurs bourgeois  échappent à cette taxe les villes flamandes ont passé entre elles des accords qui les en exonèrent réciproquement.